# Cụm tập đoàn quân G
Cụm tập đoàn quân G (tiếng Đức: Heeresgruppe G, từ tháng 4 năm 1944 đến tháng 9 năm 1944 mang phiên hiệu Armeegruppe G) là một đơn vị tác chiến chiến lược cấp cụm tập đoàn quân của Đức Quốc xã trong Thế chiến thứ hai. Đơn vị này tham chiến ở mặt trận phía Tây và trực thuộc OB West.

## Chỉ huy

### Tư lệnh
| STT | Ảnh | Họ tên              | Thời gian sống | Thời gian tại nhiệm                  | Cấp bậc tại nhiệm              | Ghi chú                                                                     |
| --- | --- | ------------------- | -------------- | ------------------------------------ | ------------------------------ | --------------------------------------------------------------------------- |
| 1   |     | Johannes Blaskowitz | 1883-1948      | tháng 5 năm 1944 - tháng 9 năm 1944  | Đại tướng (1939)               |                                                                             |
| 2   |     | Hermann Balck       | 1893-1982      | tháng 9 năm 1944 - tháng 12 năm 1944 | Thượng tướng Thiết giáp (1943) | Bị quân Đồng Minh bắt giữ vào tháng 5 năm 1945, bị giam giữ đến 1947.       |
| 3   |     | Johannes Blaskowitz | 1883-1948      | tháng 12 năm 1944 - tháng 1 năm 1945 | Đại tướng (1939)               | Bị quân đội Mỹ bắt giữ vào tháng 5 năm 1945, tự sát ngày 5 tháng 2 năm 1948 |
| 4   |     | Paul Hausser        | 1880-1972      | tháng 1 năm 1945 - tháng 4 năm 1945  | Đại tướng SS (1944)            | Bị quân Đồng Minh bắt giữ vào tháng 5 năm 1945, bị giam giữ đến 1949.       |
| 5   |     | Friedrich Schulz    | 1897-1976      | tháng 4 năm 1945 - tháng 5 năm 1945  | Thượng tướng Bộ binh (1944)    | Bị quân Đồng Minh bắt giữ vào tháng 5 năm 1945, bị giam giữ đến 1946.       |

### Tham mưu trưởng
| STT | Ảnh | Họ tên                           | Thời gian sống | Thời gian tại nhiệm                  | Cấp bậc tại nhiệm                     | Ghi chú                                                                                     |
| --- | --- | -------------------------------- | -------------- | ------------------------------------ | ------------------------------------- | ------------------------------------------------------------------------------------------- |
| 1   |     | Heinz von Gyldenfeldt            | 1899–1971      | tháng 5 năm 1944 - tháng 9 năm 1944  | Thiếu tướng (1943)                    | Bị quân Đồng Minh bắt tháng 5 năm 1945 và bị giam giữ đến tháng 12 năm 1947.                |
| 2   |     | Friedrich-Wilhelm von Mellenthin | 1904-1997      | tháng 9 năm 1944 - tháng 11 năm 1944 | Đại tá (1943)                         | Thiếu tướng (1944). Bị quân Đồng Minh bắt giữ tháng 4 năm 1945 và bị giam giữ đến năm 1948. |
| 3   |     | Helmut Staedke                   | 1905–1974      | tháng 11 năm 1944 - tháng 3 năm 1945 | Thiếu tướng (1944)                    | Trung tướng (1945). Bị quân Đồng Minh bắt và bị giam giữ đến năm 1947.                      |
| 4   |     | Fritz Wentzell                   | 1899–1948      | tháng 3 năm 1945 - tháng 4 năm 1945  | Thiếu tướng (1944) Trung tướng (1945) | Bị quân Đồng Minh bắt và bị giam giữ đến năm 1947.                                          |